# Peyton Place (serie de televisión)
Peyton Place (conocida en español en algunas regiones como La caldera del diablo) es una serie televisiva estadounidense que se emitió por ABC en episodios de media hora, entre el 15 de septiembre de 1964 y el 2 de junio de 1969. 
Basada en la novela de 1956 del mismo nombre creada por Grace Metalious, la serie fue precedida por una adaptación fílmica en 1957. Se emitieron un total de 514 episodios, en blanco y negro hasta 1966 y posteriormente en color. Producida por 20th Century Fox Television, fue la primera serie televisiva que se emitió de manera continua sin repeticiones en el horario estelar estadounidense. La serie fue el trampolín a la fama de estrellas como Mia Farrow, Ryan O'Neal, Barbara Parkins y David Canary.

## Historia
La serie comienza con una imagen del campanario de la iglesia con las palabras "Peyton Place", acompañadas con el sonido de campanas de iglesia. Posteriormente aparecen escenas de la plaza del pueblo, un molino de agua, y una vista panorámica de Peyton Place. Luego, aparecen los miembros del reparto, y después una narración indicaba los eventos del capítulo anterior, contados por Warner Anderson, quien también interpretaba a Matthew Swain.
Cuando la serie debutó a finales de 1964, esta significó el nacimiento de las telenovelas norteamericanas. Las primeras historias eran adaptadas a partir del libro de 1956 y la película de 1957, aunque algunos personajes y profesiones fueron eliminadas o reemplazadas. Algunos temas abordados en la novela, como el incesto, fueron reemplazados por temas menos controvertidos como el embarazo adolescente.
A pesar de su bajo presupuesto (60.000 dólares por episodio), La caldera del diablo se convirtió en un éxito instantáneo, teniendo seguidores en todo el mundo. Inicialmente era emitida 2 veces a la semana, pero debido a su éxito comenzó a ser emitida tres veces a la semana en junio de 1965. Cuando Dorothy Malone fue operada de emergencia, los productores se enfrentaron con el dilema de qué hacer con el personaje de Constance, que en aquel momento estaba muy involucrada en la trama como para desaparecer sin razón. Lola Albright fue contratada para reemplazarla en la serie hasta que Malone regresara.
El decaimiento de la serie comenzó en septiembre de 1966. Los índices de audiencia bajaron después de la partida de Mia Farrow. Farrow nunca esperó que la serie se convirtiera en un éxito e inmediatamente trató de finalizar su contrato cuando la serie comenzó a ser emitida. Tras su salida, el personaje de Rachel Wells (interpretado por Leigh Taylor-Young) la reemplazó. Sin embargo, su aparición no logró revertir las caídas de audiencia. La serie volvió a emitirse sólo dos veces a la semana, y su último episodio fue emitido el 2 de junio de 1969.
La serie tuvo un total de 514 capítulos. Comenzó en blanco y negro hasta el episodio 268, donde comenzó a emitirse en color.En el capítulos 263, finaliza su participaciòn Mia Farrow: los memoriosos recuerdan la escena final donde ella se va alejando por un camino en penumbras, una calle que se pierde a lo lejos, en mitad del recorrido ella se vuelve para mirar el pueblo por última vez y continua caminando, es la escena final de episodio.

## Personajes

### Versión original
- Constance MacKenzie (Dorothy Malone, 1964-1968)
- Allison MacKenzie (Mia Farrow, 1964-1966)
- Dr. Michael Rossi (Ed Nelson, 1964-1969)
- Matthew Swain (Warner Anderson, 1964-1965)
- Rodney Harrington (Ryan O'Neal, 1964-1969)
- Norman Harrington (Christopher Connelly, 1964-1969)
- Betty Anderson (Barbara Parkins, 1964-1969)
- Leslie Harrington (Paul Langton, 1964-1968)
- George Anderson (Henry Beckman, 1964-1965)
- Julie Anderson (Kasey Rogers, 1964-1966, recurring afterwards)
- Laura Brooks (Patricia Breslin, 1964-1965)
- Catherine Harrington (Mary Anderson), 1964)
- Eli Carson (Frank Ferguson, 1964-1969)
- Dr. Robert Morton (Kent Smith, 1964-1965)

### Personajes principales posteriores
- Elliot Carson (Tim O'Connor, 1965–1968)
- Rita Jacks (Patricia Morrow, 1965–1969)
- Steven Cord (James Douglas, 1965–1969)
- Stella Chernak (Lee Grant, 1965–1966)
- Martin Peyton (George Macready, 1965–1968)
- Ann Howard (Susan Oliver, 1966)
- Lee Webber (Stephen Oliver, 1966–1968)
- Rachel Welles (Leigh Taylor-Young, 1966–1967)
- Jill Smith (Joyce Jillson, 1968)
- Joe Rossi (Michael Christian, 1968)
- Tom Winter (Robert Hogan, 1968–1969)
- Susan Winter (Diana Hyland, 1968–1969)
- Carolyn Russell (Tippy Walker, 1968–1969)
- Marsha Russell (Barbara Rush, 1968–1969)
- Fred Russell (Joe Maross, 1968–1969)
- Dr. Harry Miles (Percy Rodriguez, 1968–1969)
- Alma Miles (Ruby Dee, 1968–1969)
- Lew Miles (Glynn Turman, 1968–1969)

### Personajes secundarios posteriores
- Ada Jacks (Evelyn Scott, 1965–1969)
- Sharon Purcell (Dayna Ceder, 1965)
- Paul Hanley (Richard Evans, 1965)
- Claire Morton (Mariette Hartley, 1965)
- David Schuster (William Smithers, 1965–1966)
- Doris Schuster (Gail Kobe, 1965, recurrente en las temporadas siguientes)
- Kim Schuster (Kimberly Beck, 1965, recurrente en las temporadas siguientes)
- Joe Chernak (Don Quine, 1965)
- Vincent y Kenneth Marham (Leslie Nielsen, 1965)
- Hannah Cord (Ruth Warrick, 1965–1967)
- Gus Chernak (Bruce Gordon, 1965–1966)
- Marian Fowler (Joan Blackman, 1965–1966)
- John Fowler (John Kerr, 1965–1966)
- Sandy Webber (Lana Wood, 1966–1967)
- Chris Webber (Gary Haynes, 1966–1967)
- Jack Chandler (John Kellogg, 1966–1967)
- Adrienne Van Leyden (Gena Rowlands, 1967)
- Eddie Jacks (Dan Duryea, 1967–1968)

## Emisiones en otros países
| País                 | Canal                        | Años                                               |
| -------------------- | ---------------------------- | -------------------------------------------------- |
| Argentina            | Canal 11 Canal 9             | 1966-1967 1967-1971                                |
| Chile                | Canal 9                      | 1966-1971                                          |
| República Dominicana | Rahintel                     | 1966-??                                            |
| Perú                 | Panamericana Televisión      | Desde 1966 Stereo33 Repuesta desde su inicio, 1986 |
| Venezuela            | Radio Caracas Televisión     | 1965-1967                                          |
| Colombia             | Canal Nacional               | 1966-19??                                          |
| Colombia             | Canal Local (Tele 9 Corazón) | 1973                                               |
| Paraguay             | RPC / Canal 13               | 1980-19??                                          |